# Liễu Đề
Liễu Đề là thị trấn huyện lỵ của huyện Nghĩa Hưng, tỉnh Nam Định, Việt Nam.

## Địa lý
Thị trấn Liễu Đề nằm ở trung tâm huyện Nghĩa Hưng, có vị trí địa lý:
- Phía đông và phía bắc giáp huyện Trực Ninh
- Phía tây giáp xã Nghĩa Trung
- Phía nam giáp xã Nghĩa Sơn và huyện Trực Ninh.

Thị trấn Liễu Đề có tỉnh lộ 55 chạy qua và chạy song song với sông Thống Nhất.

## Lịch sử
Sau năm 1954, phần lớn địa bàn thị trấn Liễu Đề hiện nay là xã Trực Hòa thuộc huyện Trực Ninh. Ngày 25 tháng 4 năm 1961, xã Trực Hòa chuyển sang trực thuộc huyện Nghĩa Hưng và đổi tên thành xã Nghĩa Hiệp theo Quyết định số 49-CP của Hội đồng Chính phủ.
Ngày 13 tháng 2 năm 1987, Hội đồng Bộ trưởng ban hành Quyết định số 26-HĐBT. Theo đó, thành lập thị trấn Liễu Đề, thị trấn huyện lỵ huyện Nghĩa Hưng trên cơ sở toàn bộ diện tích, dân số của xã Nghĩa Hiệp và 26,8 ha diện tích tự nhiên của xã Nghĩa Trung.
Sau khi thành lập, thị trấn Liễu Đề có 421,62 ha diện tích tự nhiên và 6.959 người.
Thị trần Liễu Đề bao gồm các thôn xóm: Khu Phố 1, Khu Phố 2, Khu phố 3, Phố Đoài, Xóm Bắc, Xóm Đông, Xóm Nam, Xóm Nam Sơn, Xóm Nam Phú, Xóm Tân Thành, Xóm Tân Thọ.

## Kinh tế - xã hội
Thị trấn Liễu Đề có trường Trung hoc phổ thông Nghĩa Hưng A và trường Trung học cơ sở Nghĩa Hưng là 2 trường có thành tích đứng đầu huyện khối Trung hoc phổ thông và Trung học cơ sở.
Thị Trấn Liễu Đề có tỉnh lộ 55 chạy qua, chạy song song với sông Thống Nhất.

## Văn hóa
Ở Liễu Đề có đền, chùa và phủ thánh Mẫu Viên Hưng. Ngoài ra còn có đền thánh Liễu Đề thuộc giáo xứ Liễu Đề. Vào ngày mùng 6 tháng Giêng hằng năm có hội chợ Xuân truyền thống.